# Hehoa bunigera
Hehoa bunigera is een hooiwagen uit de familie Sclerosomatidae.